# Município de Medina City (condado de Medina, Ohio)
O município de Medina City (em inglês: Medina City Township) é um município localizado no condado de Medina no estado estadounidense de Ohio. No ano de 2010 tinha uma população de 26.659 habitantes e uma densidade populacional de 929,15 pessoas por km².

## Geografia
O município de Medina City encontra-se localizado nas coordenadas 41° 08′ 06″ N, 81° 52′ 01″ O. Segundo a Departamento do Censo dos Estados Unidos, o município tem uma superfície total de 28.69 km², da qual 28.16 km² correspondem a terra firme e (1.84%) 0.53 km² é água.

## Demografia
Segundo o censo de 2010, tinha 26.659 habitantes residindo no município de Medina City. A densidade populacional era de 929,15 hab./km². Dos 26.659 habitantes, o município de Medina City estava composto pelo 93.29% brancos, o 3.14% eram afroamericanos, o 0.09% eram amerindios, o 0.9% eram asiáticos, o 0.02% eram insulares do Pacífico, o 0.47% eram de outras raças e o 2.1% pertenciam a dois ou mais raças. Do total da população o 1.8% eram hispanos ou latinos de qualquer raça.